# أغنيس س. هيغينز
أغنيس س. هيغينز هي اخصائيه تغذية كندية، ولدت في 1911، وتوفيت في 27 أغسطس 1985.